# Stereodontopsis pseudorevoluta
Stereodontopsis pseudorevoluta là một loài Rêu trong họ Hypnaceae. Loài này được (Reimers) Ando miêu tả khoa học đầu tiên năm 1963.